# Travel Air Model 10
El Travel Air Model 10 fue un avión ligero monomotor de cuatro asientos estadounidense de finales de los años 20 del siglo XX. Se construyeron doce aparatos antes de que la producción cesase.

## Diseño y desarrollo
En 1929, la Travel Air Manufacturing Company de Wichita (Kansas), presentó el Model 10, un avión ligero de cuatro asientos de misma configuración que el más grande avión comercial Travel Air 6000, destinado a ser usado como aerotaxi y avión chárter. Como el Model 6000, el Model 10 era obra de Herb Rawden, y era un monoplano monomotor con ala alta arriostrada mediante soportes, tren de aterrizaje fijo de rueda de cola y cabina cerrada. Era de construcción mixta, con un fuselaje de tubos de acero recubierto de tela y ala de madera, con largueros de picea y costillas de picea y contrachapado. El prototipo estaba inicialmente propulsado por un motor radial de nueve cilindros Wright J-6-9 Whirlwind de 220 kW (300 hp), pero fue más tarde modificado con un radial Curtiss Challenger de 138 kW (185 hp), antes de ser equipado finalmente con un Wright J-6-7 Whirlwind de siete cilindros de 168 kW (225 hp).
Estaba planeado ofrecer el Model 10 con una variedad de motores, pero debido a los efectos de la Gran Depresión reduciendo la demanda de aviones, solo se produjo el Model 10-D, propulsado por un Wright J-6-7. Estaba valorado inicialmente en 11 250 dólares, pero este precio pronto cayó a 8495 dólares. A pesar de esto, solo se construyeron once Model 10-D, y la producción se detuvo después de que Travel Air fuese comprada por la Curtiss-Wright Corporation. Curtiss-Wright construyó un avión de cuatro asientos de configuración similar en 1931, diseñado por Walter Burnham, antiguo ingeniero de Travel Air, el Curtiss-Wright CW-15, pero también tuvo pobres ventas, construyéndose solo 15 CW-15.

## Variantes
Model 10-B
Prototipo inicial, propulsado por un Wright J-6-9 Whirlwind.
Model 10-D
Modelo de producción, propulsado por un Wright J-6-7 Whirlwind. Once construidos.

## Especificaciones (10-D)
Referencia datos: Beech Aircraft and their Predecessors

### Características generales
- Tripulación: Uno (piloto)
- Capacidad: Tres pasajeros
- Longitud: 8,2 m (26,8 ft)
- Envergadura: 13,3 m (43,5 ft)
- Altura: 2,6 m (8,7 ft)
- Superficie alar: 22,2 m² (239 ft²)
- Perfil alar: Göttingen 593
- Peso vacío: 966 kg (2129,1 lb)
- Peso cargado: 1542 kg (3398,6 lb)
- Planta motriz: 1× motor radial de siete cilindros refrigerado por aire Wright J-6-7 Whirlwind.
  - Potencia: 168 kW (232 HP; 228 CV)
- Hélices: Bipala

### Rendimiento
- Velocidad máxima operativa (Vno): 203 km/h (126 MPH; 110 kt) a nivel del mar
- Velocidad crucero (Vc): 171 km/h (106 MPH; 92 kt)
- Alcance: 890 km (481 nmi; 553 mi)
- Techo de vuelo: 4000 m (13 123 ft)
- Régimen de ascenso: 3,4 m/s (675 ft/min)

## Aeronaves relacionadas

### Secuencias de designación
- Secuencia Numérica (interna de Travel Air): 4 - 6 - 10 - 11 - 12 - 14 →
- Secuencia CW-_ (interna de Curtiss): ← CW-6 - CW-8 - CW-9 - CW-10 - CW-11 - CW-12 - CW-14 →